# گنجشک بیرد
گنجشک بیرد (نام علمی: Ammodramus bairdii) نام یک گونه از سرده گنجشک‌های علفزار است.